# Aletris farinosa
Aletris farinosa är en enhjärtbladig växtart som beskrevs av Carl von Linné. Aletris farinosa ingår i släktet Aletris och familjen myrliljeväxter. Inga underarter finns listade i Catalogue of Life.

## Bildgalleri

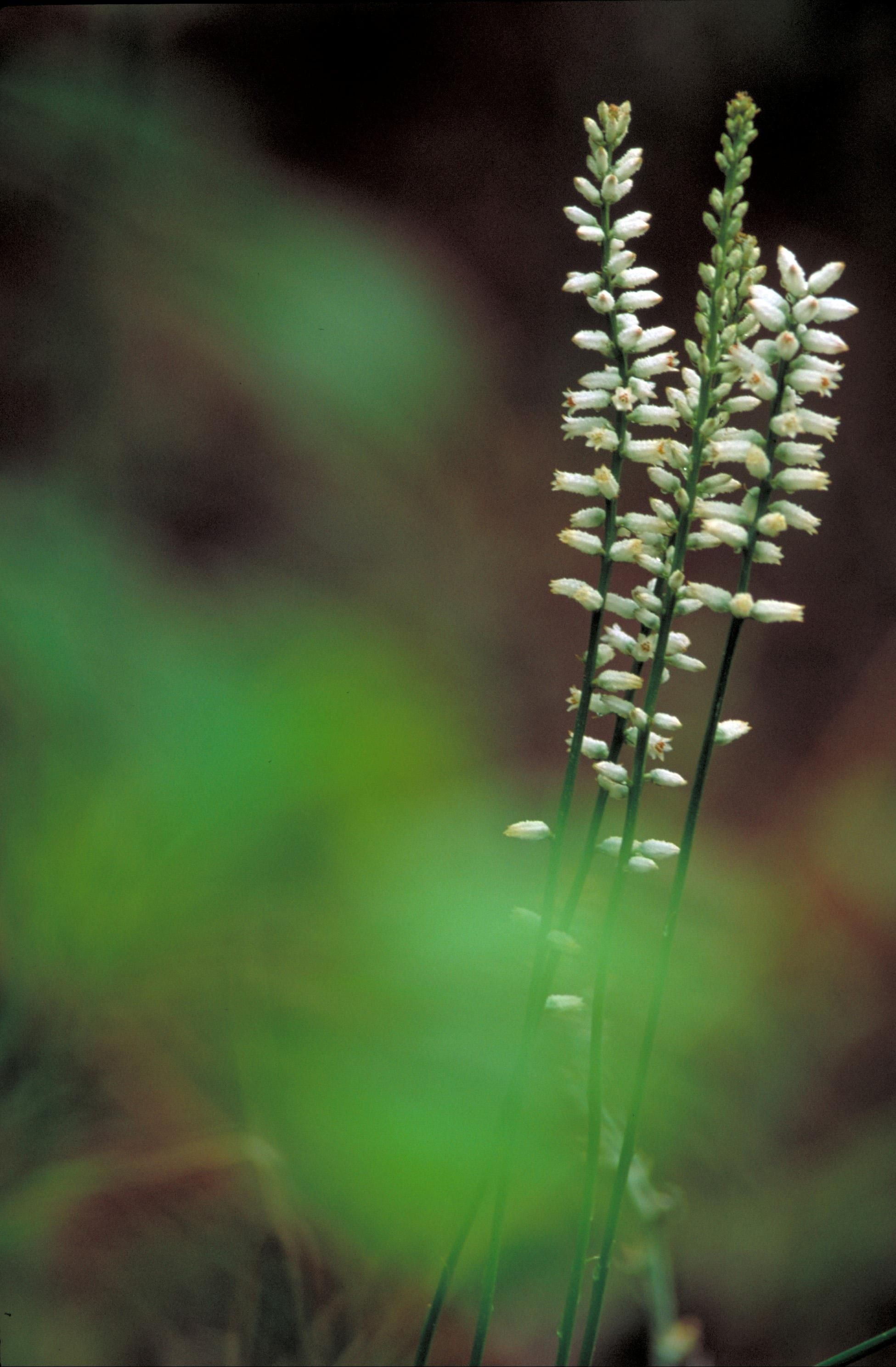